# 멕시코밭쥐
멕시코밭쥐(Microtus mexicanus)는 비단털쥐과에 속하는 설치류의 일종이다. 멕시코와 미국에서 발견된다.